# Toni Garrido (actor)
Antônio Bento da Silva Filho, conocido como Toni Garrido (Río de Janeiro, 7 de septiembre de 1967) es un cantante, actor y presentador de televisión brasileño. Es el vocalista de la banda de reggae Cidade Negra.

## Trabajos
TV
- 2010 - Una rosa con amor .... Frazão
- 2007 - Caminos del corazón .... Gustavo Gama
- 2002 - Fama ... Presentador

Cine
- 2008 - Fados .... Modinha
- 2003 - Deus É Brasileiro .... São Pedro
- 1999 - Orfeu .... Orfeu
- 1998 - Como Ser Solteiro